# أد ييل
أد ييل (بالإنجليزية: Ad Yale)‏ هو لاعب كرة قاعدة أمريكي، ولد في 17 أبريل 1870 في بريستول في الولايات المتحدة، وتوفي في 27 أبريل 1948 في بريدجبورت في الولايات المتحدة.

## وصلات خارجية
- أد ييل على موقعبيزبول رفرنس.كوم (الدوري الرئيسي) (الإنجليزية)
- أد ييل على موقعبيزبول رفرنس.كوم (الدوري الثانوي) (الإنجليزية)